# Libanotis lanzhouensis
Libanotis lanzhouensis là một loài thực vật có hoa trong họ Hoa tán. Loài này được K.T. Fu ex Shan & M.L. Sheh mô tả khoa học đầu tiên năm 1983.